# Able Archer 83

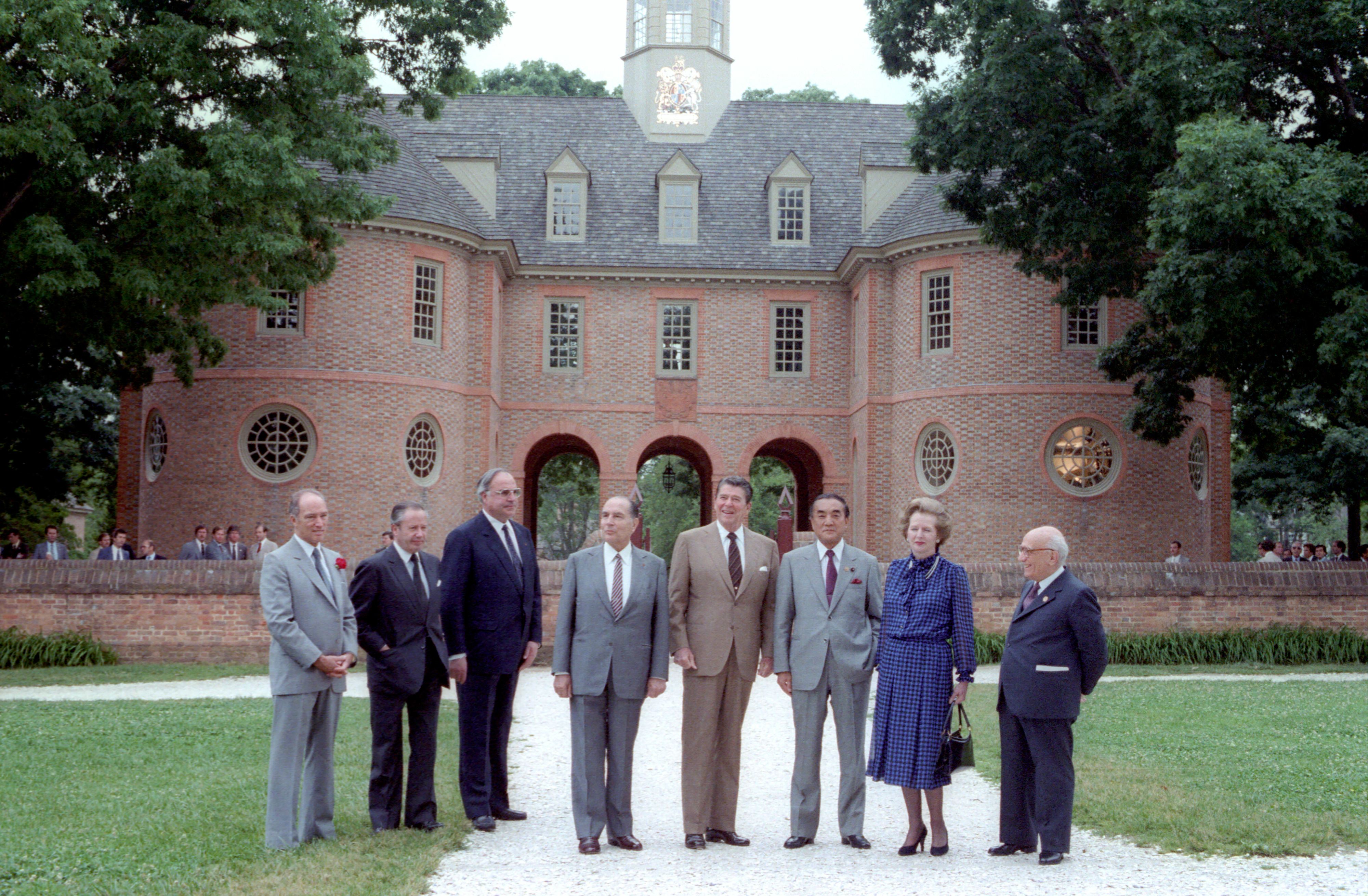
Представники G-7, уповноважені проводити Able Archer 83 (зліва направо): П'єр Трюдо, Гастон Торн, Гельмут Коль, Франсуа Міттеран, Рональд Рейган, Ясухіро Накасоне, Маргарет Тетчер, Амінторе Фанфані

Able Archer 83 (укр. Вмілий лучник) — кодова назва військових навчань НАТО, які проводились протягом десяти днів, починаючи з 2 листопада 1983 року на території Західної Європи, та відпрацьовували дії Альянсу під час імітації ядерної атаки. Керування військовими навчаннями здійснювалось із штаб-квартири Альянсу в місті Монс, де були присутні голови держав — членів НАТО. Також за час проведення навчань вперше був введений режим максимальної боєготовності (DEFCON 1) та використані нові коди зв'язку і режим повного радіомовчання.
Реалізм цих навчань у поєднанні з погіршенням відносин між США та СРСР, а також розміщення балістичних ракет Першинг-2 на території Європи, дали привід керівництву СРСР припустити, нібито Able Archer 83 — ніщо інше як підготовка до реальної ядерної атаки з боку США та НАТО. У відповідь Радянський Союз переводить ракетні війська стратегічного призначення у повну бойову готовність та переправляє на територію НДР та ПНР частину ВПС СРСР. Багато істориків наголошують, що у зв'язку з цими навчаннями, світ вперше після Карибської кризи 1962 року був на порозі ядерної війни.
Навчання Able Archer 83 закінчились 11 листопада 1983 року, і тим самим відвели загрозу ядерної війни.

## Події перед початком навчань НАТО

### Операція РЯН

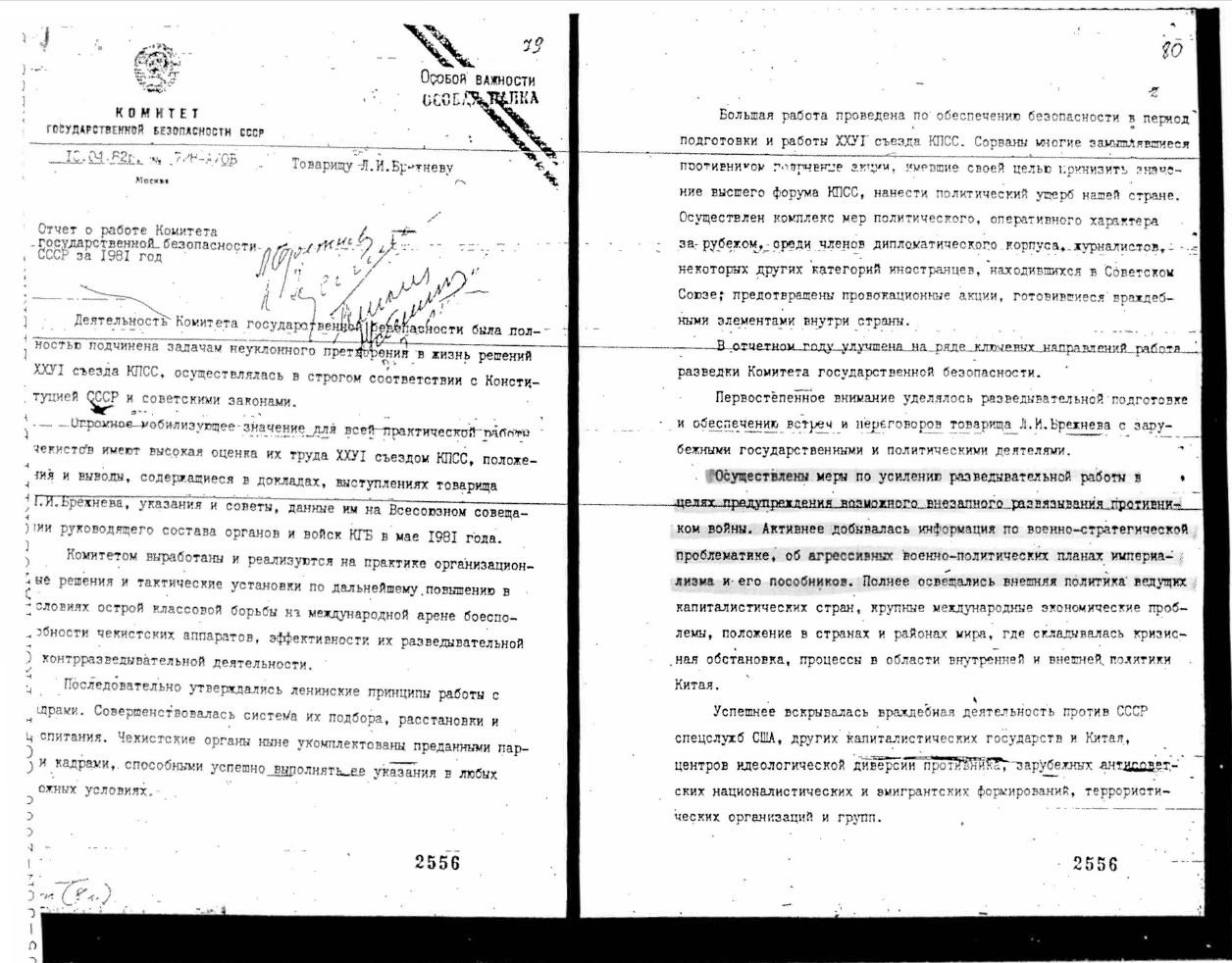
Звіт КДБ за 1981 рік

Основним каталізатором для проведення навчань Able Archer були події, які відбулися ще за два роки до цього. У травні 1981 року відбулося закрите засідання Політбюро ЦК КПРС за участі старших офіцерів КДБ, генерального секретаря ЦК КПРС Л. І. Брежнєва та голови КДБ Ю. В. Андропова. На засіданні було оголошено, що США готує прямий ядерний удар по СРСР, таким чином Ю. В. Андропов віддав наказ силам КДБ та ГРУ розпочати операцію РЯН (Ракетно Ядерний Напад).
Ця операція стала найбільшою та найскладнішою розвідувальною операцією в мирний час за всю історію СРСР. Операція РЯН полягала в зборі інформації про наміри ядерного нападу, а опісля, в пошуку засобів запобігання цій атаці. Іноземним агентам був відданий наказ контролювати технічний персонал, який мав відношення до об'єктів ядерного потенціалу, та людей, які б могли віддати наказ ядерного удару. Є також припущення, що головною метою проведення операції РЯН було знайти привід завдати ядерного удару першими, таким чином запобігши атаці по території СРСР.
Досі засоби проведення цієї операції не відомі. Олег Гордієвський, високопоставлений офіцер КДБ, який таємно працював на Велику Британію, обґрунтував проведення операції як: «потенційно смертельне поєднання рейганівської риторики і радянської параної». Також Гордієвський вважав, що Андропов та Брежнєв які «були дуже, дуже старомодними і легко піддавались впливу комуністичної догми» щиро вірили, що антагоністично настроєний Рональд Рейган натисне кнопку ядерного удару та викине Радянський Союз на звалище історії.
Історик Бенджамін Фішер, який працював у ЦРУ, виділяє декілька конкретних подій, які слугували поштовхом до проведення операції РЯН. Першою причиною було Подвійне рішення НАТО про розміщення балістичних ракет Першинг-2 на території Західної Європи. А другою причиною було використання психологічної операції (PSYOP), яка почалась незабаром після вступу на посаду президента Рональда Рейгана.

### Захід-81

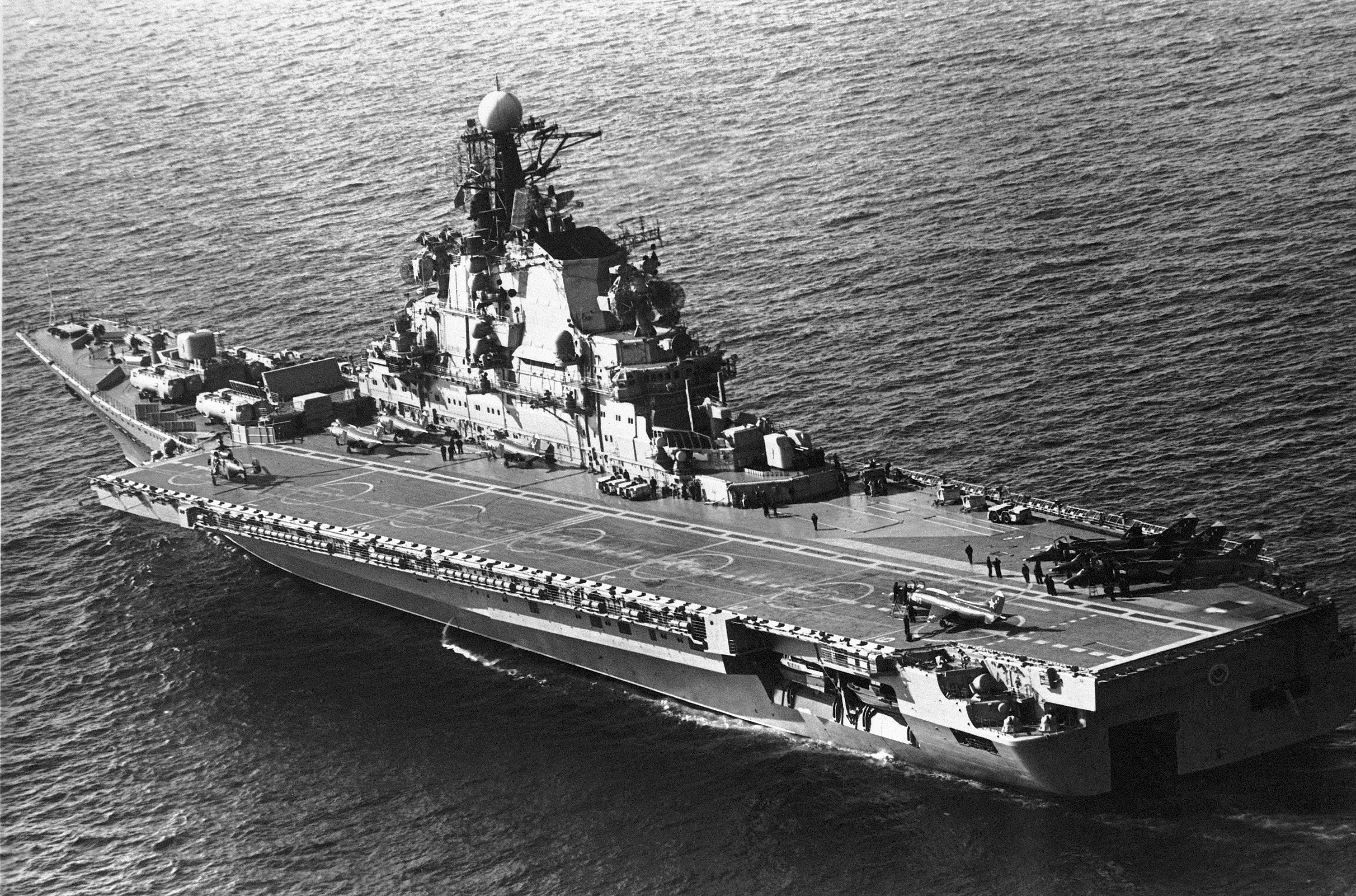
Авіаносний крейсер «Київ», який брав участь у навчаннях "Захід-81

«Захід-81» — це кодова назва оперативно-стратегічних навчань армії і флоту СРСР, а також країн Варшавського договору, що проходили з 4 по 12 вересня 1981 року на території Білоруського, Київського та Прибалтійського округів, а також в акваторії Балтійського моря. Крім території Радянського Союзу, навчання проводилися також і у декількох дружніх країнах.
Ці навчання стали найбільшими стратегічними навчаннями в історії Збройних Сил СРСР, їх можна прирівняти до наступальних операцій Другої світової війни за кількості залучених ресурсів. В ході навчань «Захід-81» вперше була випробувана автоматизована система управління та деякі види високоточної зброї.
В ході навчань відпрацьовувалася наступальна операція, масований десант в тилу умовного противника. Оскільки навчання «Захід-81» проводились поблизу кордону з Польщею (де була нестабільна соціально-політична ситуація), вважається, що попутно зі стратегічними цілями навчань вирішували і актуальні на той момент військово-політичні завдання (відпрацювання можливої операції введення військ на територію Польщі).

### Щит-82

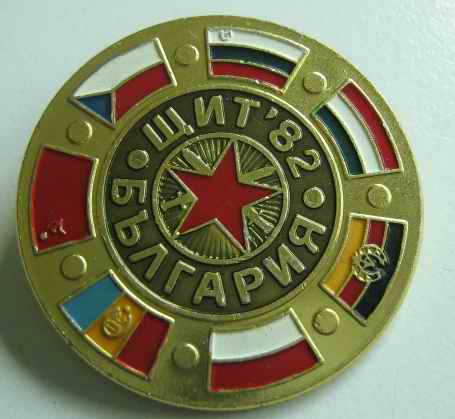
Нагрудний знак учасникам навчань в Болгарії

«Щит-82» — кодова назва стратегічних навчань армії і флоту СРСР та країн Варшавського договору, що проходили з 14 червня по 30 вересня 1982 року. «Щит-82» планувався як Операція РЯН задля протидії нападу з боку США.
На Заході навчання отримали назву «семигодинної ядерної війни» (Seven-hour Nuclear War). Через пів року після завершення навчань 23 березня 1983 року президент США Рональд Рейган проголосив Стратегічну оборонну ініціативу (СОІ).
До плану навчань входило в умовах ситуації яка швидко змінюється, завдати знезброювального ядерного удару по території США та інших країнах членів НАТО. Тому в навчаннях мали взяти участь всі компоненти ядерної тріади ракетних військ стратегічного призначення. Генеральним штабом СРСР планувалося:
1. вперше у світовій історії розстріляти з підводного положення повний боєкомплект ракетного крейсера стратегічного призначення (16-20 ракет); планувався запуск двох ракет з Північного Льодовитого океану і двох ракет з акваторії Охотського моря;
2. залповий пуск крилатих ракет повітряного базування (16-24 штуки) зі стратегічних бомбардувальників;
3. запуск 14 міжконтинентальних балістичних ракет з місць постійної дислокації в РРФСР, УРСР і КазРСР. Причому запуск повинен виконуватись по команді командної ракети 15А11 системи «Периметр»;
4. відбиття «масової ракетної атаки потенційного противника» протиракетами, що стояли на бойовому чергуванні протиракетної оборони Москви, з полігону «Сари-Шаган»;
5. запуски космічних апаратів різного призначення: Радянський атомний підводний човен в Баренцевому морі під час навчань Щит-82

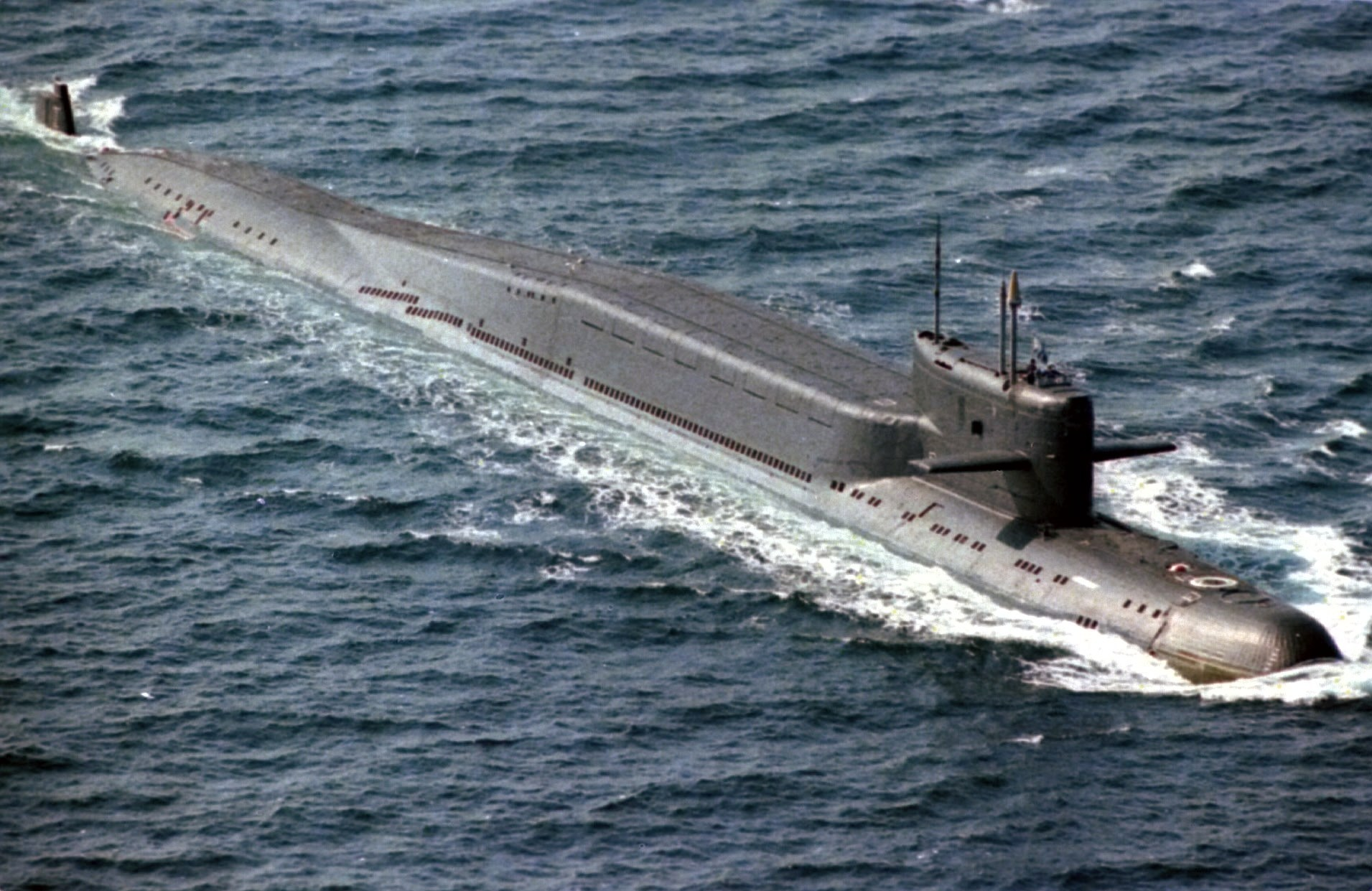
Радянський атомний підводний човен в Баренцевому морі під час навчань Щит-82

- два супутники фоторозвідки «Зеніт-6У»;
- навігаційний супутник системи «Парус»;
- супутник радіотехнічної розвідки «Цілина-Д»;
- супутник системи попередження про ракетний напад «Око»;
- три супутники навігаційної системи ГЛОНАСС;
- пілотований космічний корабель типу «Союз Т» з двома космонавтами на борту;
- супутник-мішень (ІС-М «Ліра») і супутник-перехоплювач (ІС-П «Уран»).

Запуск великої кількості космічних апаратів повинен замінити втрату умовно знищених противником супутників, а також підсилити угрупування радянських космічних апаратів.
Разом до запуску протягом доби планувалося до 70 ракет.

### PSYOP

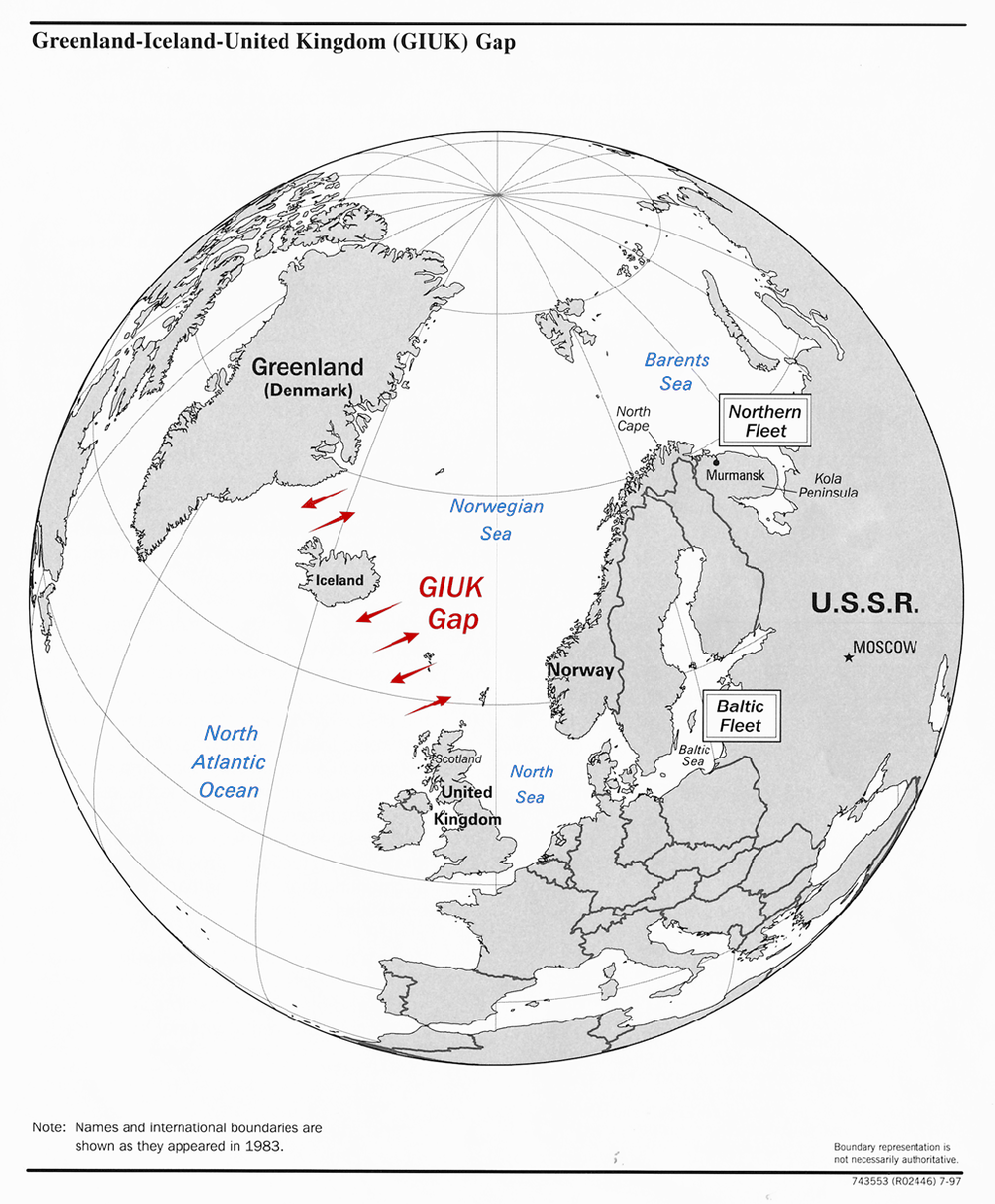
GIUK прохід

Так звані психологічні операції з боку США розпочалися в середині лютого 1981 року та тривали з невеликими перервами до 1983 року. Операція складалась з підпільних військово-морських навчань, поблизу (GIUK), а також у Норвезькому, Баренцовому, Балтійському та Чорному морях, демонструючи, наскільки близько кораблі НАТО можуть підплисти до стратегічно важливих воєнно-морських баз Радянського Союзу. Також участь в операції брали американські бомбардувальники, які летіли до повітряного простору СРСР, а в останній момент розвертались та зникали з радарів, такі польоти проводили декілька раз на тиждень. Ці польоти були розроблені для перевірки на чутливість радянських радіолокаційних систем.
Доктор Вільям Шнайдер колишній держсекретар який мав змогу читати секретні звіти про польоти американських бомбардувальників згадує:
"Вони не знали що це все означає. Ескадра летить прямо на територію СРСР, всі радари загоряються і підрозділи переводять в стан бойової готовності. Потім в останній момент ескадра літаків розлітається в різні боки та повертається додому.Оригінальний текст (англ.)
["They didn't know what it all meant. A squadron would fly straight at Soviet airspace, and other radars would light up and units would go on alert. Then at the last minute the squadron would peel off and return home."] Помилка: [undefined] Помилка: {{Lang}}: немає тексту (допомога): не вказано код мови (допомога)
В квітні 1983 року ВМС США провели FleetEx '83, найбільші морські навчання на сьогодні в північній частині Тихого океану. Сукупність сорока суден з 23 000 членами екіпажу та 300 літаками, вважається найпотужнішою армадою за всю історію. Літаки та судна ВМС США не раз провокували Радянський Союз, та спостерігали за їхньою реакцією, тим самим вивчаючи радянські радіолокаційні характеристики. 4 квітня, щонайменше шість літаків ВМС США пролетіли над одним з Курильських островів (острів Зелений). У відповідь Радянський Союз здійснив політ літаків над Алеутськими островами, які належать США. Також Радянський Союз висунув офіційну ноту протесту, в якому звинуватив США в повторних порушеннях повітряного простору СРСР.

### Рейс Korean Air 007

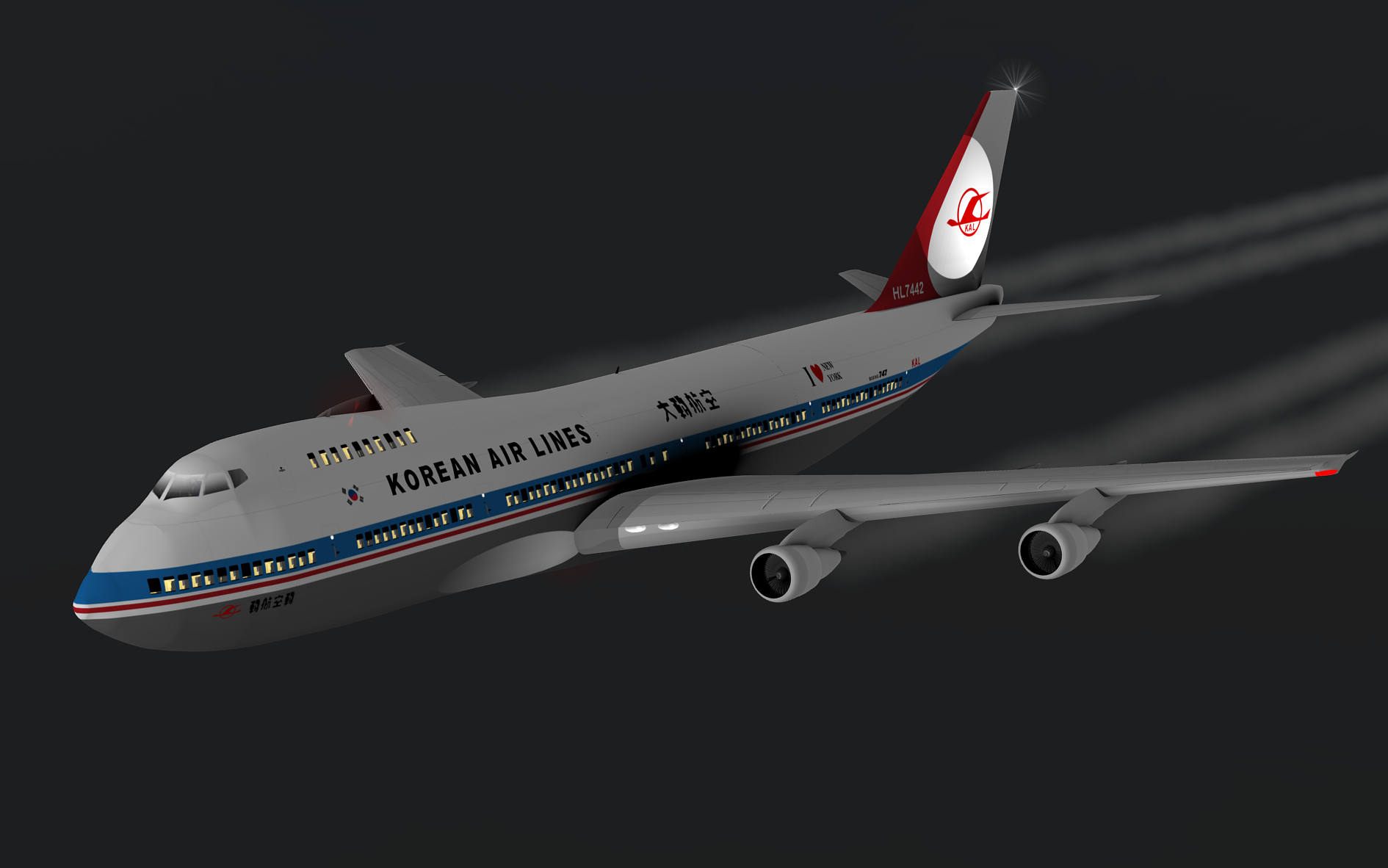
Комп'ютерна модель корейського літака

Інцидент у повітряному просторі СРСР, в результаті якого 1 вересня 1983 радянський винищувач «Су-15» збив «Boeing 747», який належав південнокорейській авіакомпанії Korean Air Lines (рейс Korean Air 007, KAL007 (KAL-007) або KE007). Літак авіакомпанії Korean Air Lines зайшов у закритий повітряний простір СРСР, пройшов над низкою радянських військових об'єктів і, після невдалих спроб примусити літак до посадки на радянській території, був збитий винищувачем-перехоплювачем Су-15 та розбився на північний захід від острова Сахалін. Подія викликала серйозне загострення і без того непростих відносин між СРСР і США.

### Гонка озброєнь

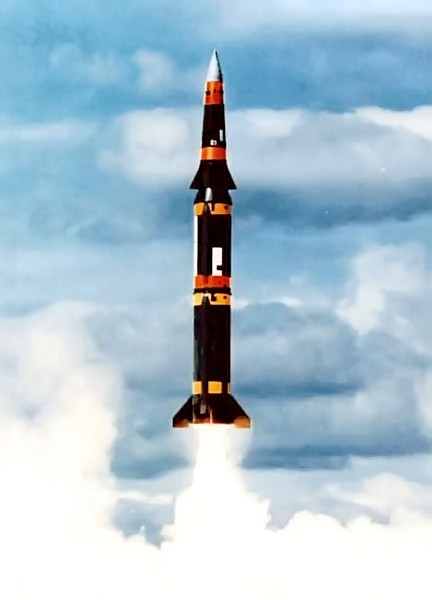
«Першинг-2»

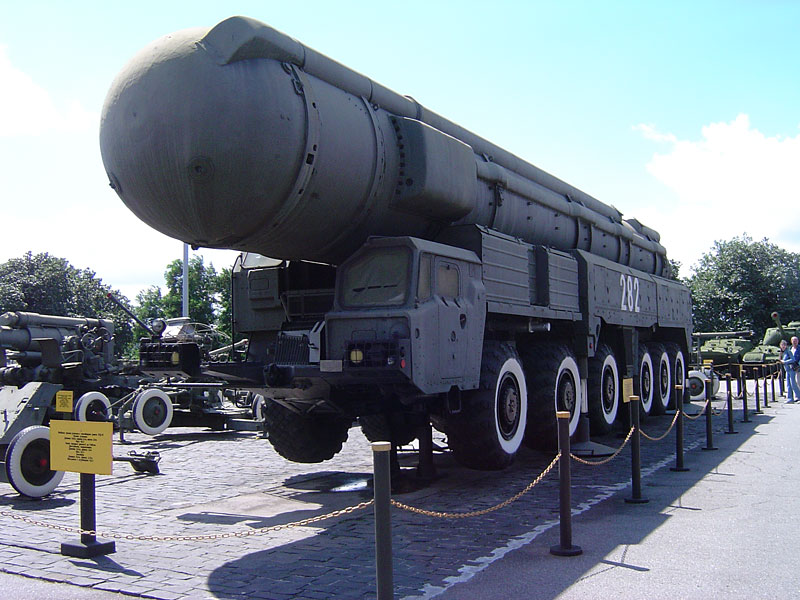
РСД-10 «Піонер»

З самого початку адміністрація Рейгана прийняла войовничу позицію до Радянського Союзу. Саме ця позиція призвела до найбільшого в мирний час військового нарощування за всю історію США. А 8 червня 1982, Рейган, у своєму виступі в британській Палаті громад впевнено заявив, що:
«… Свобода і демократія залишить марксизм і ленінізм на звалищі історії».Оригінальний текст (англ.)
[… freedom and democracy will leave Marxism and Leninism on the ash heap of history.] Помилка: [undefined] Помилка: {{Lang}}: немає тексту (допомога): не вказано код мови (допомога)
23 березня 1983, Рейган оголосив один із найбільш амбітних і спірних компонентів до цієї стратегії, Стратегічна оборонна ініціатива, яка в засобах масової інформації та поміж критиками отримала назву «Зоряні війни». У той час як Рейган розглядав план як систему оборони проти початку ядерної війни, радянські лідери однозначно сприйняли його як спробу відійти від ядерного паритету і розрядки міжнародної напруженості, а також як спробу мілітаризації космічного простору. Юрій Андропов який став Генеральним секретарем ЦК КПРС після смерті Леоніда Брежнєва у листопаді 1982 року, жорстоко розкритикував Рейгана за: «розробку нових планів того, як розв'язати ядерну війну так, щоб виграти її».
Попри масу протестів навколо програми «зоряних воєн», найбільшу тривогу радянського уряду викликали американські балістичні ракети середньої дальності «Першинг-2», на території Західної Європи які були розміщені ще до початку навчань Able Archer 83. Ці ракети були встановлені як відповідь на радянські ракети середньої дальності «Піонер», розміщені на західному кордоні СРСР і представляли найбільшу загрозу для Європейських країн НАТО.
«Першинги» ж могли знищити такі захищені об'єкти, як шахтні пускові установки та заглибленні командні бункери. Ракети могли бути підготовлені і запущені протягом декількох хвилин, а їх система самонаведення ідеально підходила для завдання першого удару. Більш того, ракети, запущені з Західної Німеччини, досягали цілей на території європейської частини СРСР всього через шість хвилин після їх запуску.
На думку історика ЦРУ Бенджаміна Фішера, саме небезпека несподіваного ракетного удару «Першинг» і була безпосередньою причиною початку операції РЯН: «виявити рішення США розпочати ядерну війну і, по можливості, випередити її в ударі».

### Помилкове спрацьовування систем попередження про ракетний напад
26 вересня 1983 (за іншими даними — в липні) нещодавно поставлений на бойове чергування супутниковий ешелон радянської системи попередження про ракетний напад видав повідомлення про напад з боку США. Супутники, що знаходилися на високоеліптичних орбітах, спостерігали за районами базування американських ракет під таким кутом, що вони перебували на краю видимого диска Землі. Це дозволяло виявляти старт ракети на тлі темного космічного простору і таким чином визначати факт запуску по інфрачервоному випромінюванню активного ракетного двигуна. Тривога була визнана помилковою рішенням оперативного чергового підполковника С. Є. Петрова.
Наступне розслідування інциденту показало, що програма помилково прийняла віддзеркалення сонячних променів від висотних хмар на заході сонця за спалахи від старту двигунів ракет «Мінітмен».

## Навчання Able Archer 83

Під час навчань вперше був введений режим максимальної боєготовності (DEFCON 1), який вводиться у випадку ядерної війни

Таким чином, 2 листопада 1983 року, коли з початком навчань радянська розвідка доклала максимум зусиль для виявлення наміру підготовки до ядерного нападу, НАТО почало відпрацювання такого нападу. До навчань під кодовою назвою «Умілий лучник» (англ. Able Archer) був залучений ряд країн-учасників Альянсу. Відпрацьовувалися дії НАТО по керівництву, управлінню і зв'язки з військами в ході ядерної війни (скорочено C³ від англійського найменування Command, Control, and Communications). Виходячи з подій, що передували навчанням, і їх реалістичності, деякі радянські лідери, в повній відповідності з радянською військовою доктриною, серйозно сприйняли Able Archer як прикриття підготовки нападу. І справді, в телеграмі членам КДБ і ГРУ від 17 лютого подібний сценарій описується таким чином:
Оскільки стан «Помаранчевої тривоги» введено в умовах найсуворішої секретності (під приводом маневрів, тренувань і таке інше). І в найкоротший час і без розголосу оперативних планів, з високим ступенем імовірності випливає, що бойова тривога була оголошена для підготовки несподіваного РЯН в умовах мирного часу.
17 лютого 1983 оперативне управління КДБ наказало агентам відслідковувати кілька потенційних індикаторів підготовки ядерного нападу. Наказувалося взяти під спостереження «кадрових військових пов'язаних з підготовкою та виконанням РЯН, а також групу людей, включаючи обслуговчий і технічний персонал … який працює в центрах управління, пов'язаних з прийняттям та виконанням рішення з проведення РЯН; персонал в центрах зв'язку, що забезпечують роботу об'єктів та їх взаємодію».
Оскільки в ході Able Archer 83 відпрацьовувалося застосування ядерної зброї, персонал, згаданий в телеграмі, був викликаний на навчання. Звертало на себе увагу і те, що прем'єр-міністр Великої Британії Маргарет Тетчер і федеральний канцлер Західної Німеччини Гельмут Коль брали участь (хай навіть не з власної волі) в ядерних навчаннях. Президент США Рональд Рейган, віце-президент Джордж Буш (старший) і міністр оборони Каспар Вайнбергер також були дієвими особами навчань. Роберт Мак Фарлейн, що зайняв пост радника президента з питань безпеки всього за два тижні до навчань, передбачаючи серйозні міжнародні проблеми, запропонував обмежити їх масштаб. Від навчань були відсторонені ряд цивільних і військових фахівців, але навіть в скороченому масштабі навчання вразили своєю реалістичністю.
Іншим показником, який відзначили радянські аналітики, було збільшення числа зашифрованих повідомлень між Великою Британією і США. Радянська розвідка була проінформована, «що так звані ядерні консультації в НАТО можливо є однією з початкових стадій негайного підготування ворогом до РЯН ». Для радянських аналітиків значне збільшення кількості переговорів між США і Великою Британією за місяць до початку Able Archer означало те, що це могли бути консультації щодо застосування ядерної зброї. Насправді ж реєстроване збільшення кількості повідомлень було пов'язано з дипломатичними зусиллями, які робила королева Великої Британії Єлизавета II у зв'язку з американським вторгненням в Гренаду 25 жовтня 1983 (адже сувереном Гренади є британська корона).
Наступним приголомшливим фактом, докладеним в Перше головне управління КДБ СРСР агентами, були шифри та засоби зв'язку, використані НАТО під час навчань. Відповідно інструкціям Москви від 17 лютого 1983:
Найбільш важливо відслідковувати функціонування мереж і систем зв'язку, оскільки через них протилежна сторона передає інформацію про свої наміри, і, головним чином, про наміри використання ядерної зброї та практичної реалізації плану. На додаток, зміна способів зв'язку та засобів шифрування само по собі може говорити про стан приготування до РЯН.
Розвідка СРСР виявила, що, на підтвердження їх підозр, НАТО і справді перейшло до використання унікальних, раніше ніколи не використовуваних засобів кодування повідомлень, набагато складніших, ніж на попередніх навчаннях, що, можливо, було показником швидкого ядерного нападу.
Під час Able Archer 83 сили НАТО відпрацьовували послідовний перехід військ в ступінь бойової готовності від DEFCON 5 (мирний час) до DEFCON 1 (стан війни). Оскільки відпрацьовувалося послідовно кожна ступінь боєготовності, інформатори КДБ сприйняли їх як реальну бойову тривогу. Згідно розвідінформації, військова доктрина НАТО свідчила: «Оперативна готовність № 1 оголошується тоді, коли є очевидні передумови для проведення військової операції. Коли точно встановлено, що війна неминуча і може початися в будь-який момент.».
Дізнавшись, що американські ядерні сили приведені в стан бойової готовності до гіпотетичного ядерному нападу, 8 або 9 листопада (Олег Гордієвський не зміг згадати точну дату) Москва послала своїм агентам термінову шифровку, в якій вимагало виявити подальші плани США по превентивному ядерному ударі. Ступінь підвищеної боєготовності трактувалася як 7-10 денна готовність до застосування ядерної зброї. Ці дні були піком напруженості.
За припущенням західних істориків, керівництво Радянського Союзу вважало, що єдиним шансом витримати удар НАТО було випередити його. У зв'язку з цим ЦРУ відзначило підвищену активність у прибалтійському військовому окрузі, ЧССР, в місцях базування літаків-носіїв ядерної зброї в ПНР і НДР: «всі війська були підняті по бойовій тривозі, були відкриті сховища ядерної зброї» Колишній аналітик ЦРУ Петер Вінсент Прай пішов у своїх міркуваннях далі, припустивши, що перекладена в бойову готовність авіація була тільки вершиною айсберга. Він припустив, що відповідно до радянської військової доктрини і військової історії, міжконтинентальні балістичні ракети були також приведені в хвилинну готовність.
Радянські лідери заспокоїлися тільки після закінчення навчань Able Archer 11 листопада. Після уважного вивчення реакції СРСР на Able Archer 83, про яку стало відомо від подвійного агента КДБ і секретної розвідувальної служби Великої Британії (МІ-6) Олега Гордієвського, президент Рейган сказав:
Не можу зрозуміти, як вони могли повірити в таке — над цим треба добре подумати.Оригінальний текст (англ.)
["I don't see how they could believe that—but it’s something to think about."] Помилка: [undefined] Помилка: {{Lang}}: немає тексту (допомога): не вказано код мови (допомога)

## Радянська реакція

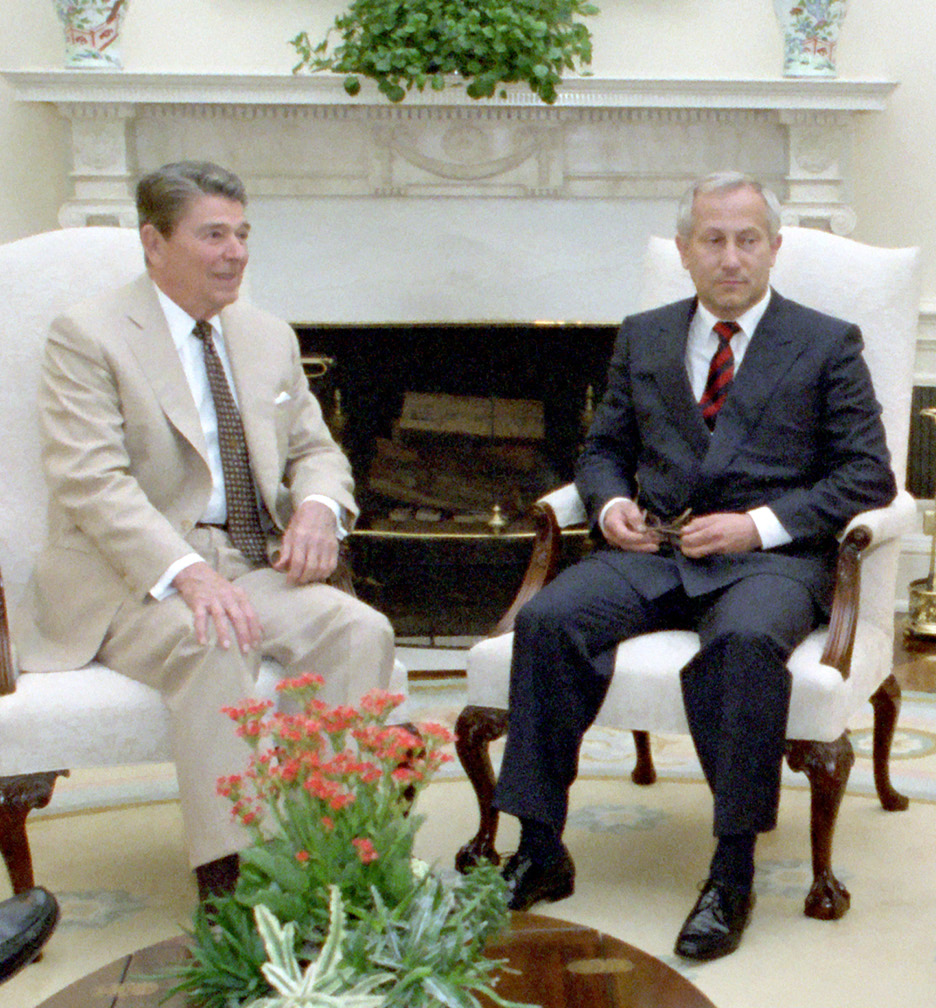
Президент США Р. Рейган та О. Гордієвський

Подвійний агент Олег Гордієвський був резидентом КГБ у Лондоні, і є єдиним доступним широкій громадськості джерелом інформації про радянську реакцію на Able Archer 83. Олег Калугін та Юрій Швець, які також були офіцерами КДБ в 1983 році, опублікували матеріали по Операції РЯН, однак не згадували про Able Archer 83.
Гордієвський та інші резиденти розвідслужб країн Варшавського договору дуже скептично ставилися до того, що НАТО готує ядерний напад. Проте, агенти отримали наказ доповідати про спостереження, а не про власні висновки, і саме цей недолік в радянській розвідці і привів до невірного розуміння ситуації і страху перед ядерною агресією з боку США.
Жоден радянський політик не відкрив завісу таємничості над Able Archer 83. Маршал Радянського Союзу Сергій Ахромеев, який в цей час очолював Генеральний штаб, сказав історику який займався дослідженням «холодної війни» Дону Обердорферу (англ. Don Oberndorfer), що він ніколи нічого не чув про Able Archer 83. Відсутність будь-якої офіційної реакції СРСР на дані навчання спонукало багатьох істориків припустити, що Able Archer 83 не розглядалися як безпосередня загроза з боку США.

## Американська реакція

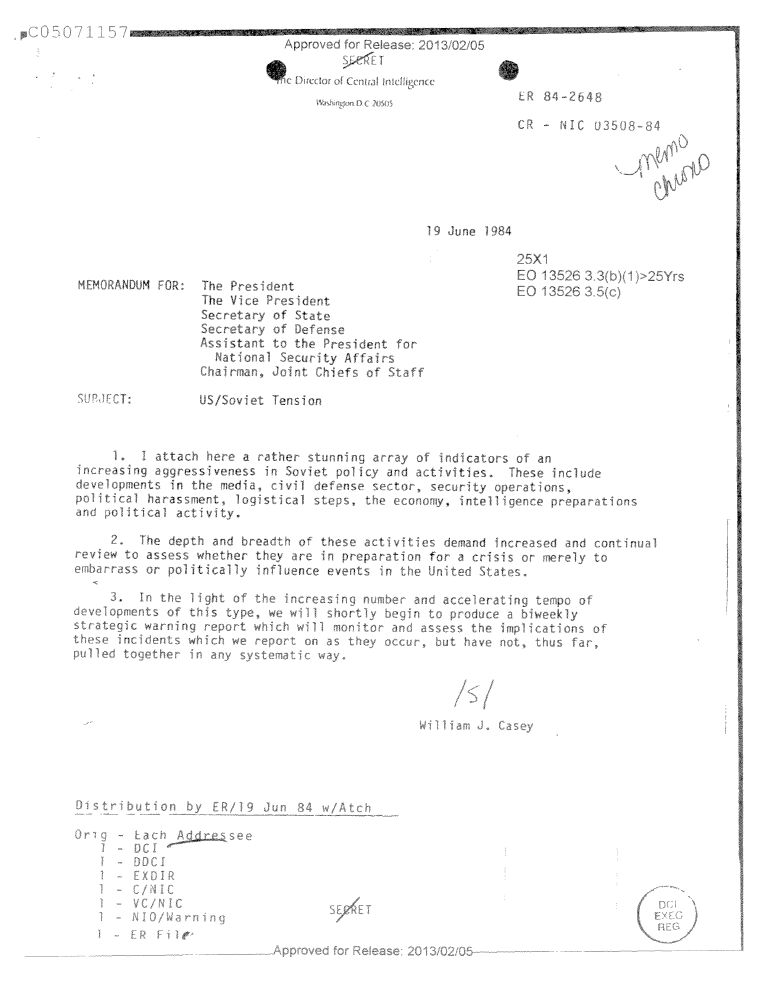
Меморандум від Вільяма Кейсі до президента Рейгана, в якому йдеться про зростання напруженості з СРСР, 1984 рік (опублікований 2013)

У травні 1984 року, один з аналітиків ЦРУ Фріц Ермат (англ. Fritz W. Ermarth) з відділу в справах з СРСР написав звіт «Результати недавньої військово-політичної активності СРСР», в якому зазначив:
"Ми маємо всі підстави вважати, що дії радянських лідерів і їх реакція на ситуацію не достатньо серйозно сприймають небезпеку перед неминучим конфліктом з США..Оригінальний текст (англ.)
["We believe strongly that Soviet actions are not inspired by, and Soviet leaders do not perceive, a genuine danger of imminent conflict with the United States."] Помилка: [undefined] Помилка: {{Lang}}: немає тексту (допомога): не вказано код мови (допомога)
Роберт Гейтс, який перебував у 1983 році на посаді заступника директора з розвідки, в подальшому став виконувач обов'язків Директора центральної розвідки США, в своїй книзі опублікував свої роздуми:
"Інформація про дивні і неабияк спотворені настрої радянських лідерів в той час, що з'явилася після розпаду СРСР, змушує, з урахуванням всіх подій 1983 року, припустити, що вони дійсно вірили в можливість нападу з боку НАТО, і зробили ряд заходів для підвищення боєготовності, хіба що не провели загальну мобілізацію. Згадуючи обстановку тих днів, переглядаючи аналіз подій, а тепер і документи, я не думаю, що СРСР піднімали помилкову тривогу. Може, вони й не вірили в те, що атака з боку НАТО в листопаді 1983 року неминуча, але проте вони вірили, що ситуація дуже небезпечна. І американські розвідслужби не змогли оцінити реальний ступінь їх заклопотаності..Оригінальний текст (англ.)
["Information about the peculiar and remarkably skewed frame of mind of the Soviet leaders during those times that has emerged since the collapse of the Soviet Union makes me think there is a good chance — with all of the other events in 1983 — that they really felt a NATO attack was at least possible and that they took a number of measures to enhance their military readiness short of mobilization. After going through the experience at the time, then through the postmortems, and now through the documents, I don't think the Soviets were crying wolf. They may not have believed a NATO attack was imminent in November 1983, but they did seem to believe that the situation was very dangerous. And US intelligence had failed to grasp the true extent of their anxiety."] Помилка: [undefined] Помилка: {{Lang}}: немає тексту (допомога): не вказано код мови (допомога)
Історики говорять, що звіт, наданий Ніною Стюарт для державного департаменту США, який все ще має гриф секретності, надає підтвердження висновків Гейтса, йдеться про недосконалість інформації ЦРУ і що подальший аналіз поведінки радянського військово-політичного керівництва фактично вказує на справжні побоювання можливості агресії з боку США. Деякі історики, включаючи Бета Фішера в книзі «Розворот Рейгана» (англ. The Reagan Reversal), виділяють Able Archer 83 як одну з найважливіших причин, яка спонукали президента Рейгана перейти від політики конфронтації до політики зближення. Більшість інших істориків, вважають, що Рейган спочатку прагнув збільшити оборонний потенціал США, щоб потім говорити з Радянським Союзом з позиції сили. Висловлювання Рейгана і його оточення, проливають світло на присутній страх атомної війни і її наслідків. 10 жовтня 1983, всього за місяць до Able Archer 83, президент Рейган подивився телевізійний фільм «Наступного дня» про місто Лоренц (штат Канзас), зруйнованого ядерним бомбардуванням. У своєму щоденнику президент написав, що фільм «ввів мене в гнітючий стан».
Пізніше в жовтні, Рейгана вмовили взяти участь у брифінгу Пентагону, присвяченому ядерній війні. Протягом першої половини президентського терміну він відмовлявся від участі в подібних засіданнях, вважаючи недоречним репетирувати ядерний апокаліпсис. Чиновники адміністрації вважають, що це засідання було «справжнім покаранням» для Рейгана. Вайнбергер згадує:
«Рейган відчував глибоку відразу до самої ідеї використання ядерної зброї … Ці навчання ясно показали кожному, які фантастично страшні події будуть супроводжувати такий сценарій».Оригінальний текст (англ.)
["Reagan had a very deep revulsion to the whole idea of nuclear weapons ... These war games brought home to anybody the fantastically horrible events that would surround such a scenario."] Помилка: [undefined] Помилка: {{Lang}}: немає тексту (допомога): не вказано код мови (допомога)
 Пізніше сам Рейган опише засідання таким чином: 
«Вельми отверезливо подіяло засідання з Каспером Вайнбергером і генералом Вессейемом в ситуаційній залі Білого дому по нашому плану дій на випадок ядерного нападу».Оригінальний текст (англ.)
["A most sobering experience with Caspar Weinberger and Gen. Vessey in the Situation Room, a briefing on our complete plan in the event of a nuclear attack."] Помилка: [undefined] Помилка: {{Lang}}: немає тексту (допомога): не вказано код мови (допомога)
Ці два коротких бачення ядерної війни підготували Рейгана для чіткого розуміння ситуації, що склалася при проведенні Able Archer 83, і її можливих наслідків у разі ескалації. Після отримання розвідданих з різних джерел, включаючи Гордієвського, стало очевидно, що радянські лідери приводять війська в бойову готовність. Хоча американські офіційні особи були по справжньому стурбовані такими серйозними діями у відповідь та приготуванням до ядерного конфлікту, вони відмовлялися вірити, що атака з боку Радянського Союзу була цілком можлива. Держсекретар США Джордж Шульц говорив, що «це було щось неймовірне, принаймні для нас», що росіяни дійсно вірили в ймовірний американський удар. Однак Рейган не поділяв упевненості свого секретаря, що в радянському керівництві візьмуть гору тверезі голови:
У нас було безліч планів ймовірної відповіді на ядерний напад. Однак події відбувалися б настільки швидко, що я сильно сумніваюся в можливості будь-якого планування або аналізу при такій кризовій ситуації … Шість хвилин, щоб ухвалити рішення — як реагувати на позначку на екрані радара і запускати Армагеддон чи ні! Хіба хто-небудь зможе тверезо міркувати в такий момент?Оригінальний текст (англ.)
["We had many contingency plans for responding to a nuclear attack. But everything would happen so fast that I wondered how much planning or reason could be applied in such a crisis... Six minutes to decide how to respond to a blip on a radar scope and decide whether to unleash Armageddon! How could anyone apply reason at a time like that?"] Помилка: [undefined] Помилка: {{Lang}}: немає тексту (допомога): не вказано код мови (допомога)
Згідно Мак Фарлейну, президент «з непідробною тривогою» сприймав невіру в те, що звичайні навчання НАТО можуть привести до озброєного нападу. За його словами, все ще засекречений ретроспективний аналіз 1990 показує, що президент був правий, реагуючи з набагато великим занепокоєнням на дану ситуацію, ніж деякі відчайдушні співробітники його адміністрації.
Для Політбюро Андропова, який є ініціатором операції РЯН, здавалося, «що США готують … раптовий ядерний напад на Радянський Союз». У своїх мемуарах Рейган, не згадує Able Archer 83, оскільки тоді він вважав не можливим опублікувати секретну інформацію, про свій стан в 1983 році він пише:
Три роки привели мене до дивовижного висновку щодо росіян. Багато осіб на вершині радянської ієрархії цілком щиро боялися Америки і американців. Можливо, це не повинно було мене дивувати, але проте здивувало … Протягом мого першого терміну у Вашингтоні багато хто в нашій адміністрації були впевнені: росіяни не гірше за нас розуміють всю абсурдність припущення, ніби США можуть завдати по них перший удар. Але чим більше я спілкувався з радянськими лідерами, а також главами інших держав, які добре їх знали, тим більше я починав розуміти, що радянські офіційні особи сприймають нас не просто як політичного суперника, але і як потенційного агресора, готового застосувати ядерну зброю в превентивному ударі … Тож, в такому випадку я ще більше хотів опинитися в одній кімнаті наодинці з радянським лідером і спробувати переконати його в тому, що ми нічого не задумуємо проти Радянського Союзу та росіянам абсолютно не потрібно нас боятися.Оригінальний текст (англ.)
["Three years had taught me something surprising about the Russians: Many people at the top of the Soviet hierarchy were genuinely afraid of America and Americans. Perhaps this shouldn't have surprised me, but it did...During my first years in Washington, I think many of us in the administration took it for granted that the Russians, like ourselves, considered it unthinkable that the United States would launch a first strike against them. But the more experience I had with Soviet leaders and other heads of state who knew them, the more I began to realize that many Soviet officials feared us not only as adversaries but as potential aggressors who might hurl nuclear weapons at them in a first strike...Well, if that was the case, I was even more anxious to get a top Soviet leader in a room alone and try to convince him we had no designs on the Soviet Union and Russians had nothing to fear from us."] Помилка: [undefined] Помилка: {{Lang}}: немає тексту (допомога): не вказано код мови (допомога)

## Наслідки
Able Archer 83 був останнім випадком прямої загрози ядерного збройного конфлікту в період холодної війни. У 1983 році Сполучені Штати під керівництвом Рональда Рейгана усіма силами запровадили накопичування озброєння країни, яке тривало до другої половини 80-х років. У Радянському Союзі у зв'язку з погіршенням здоров'я Генерального секретаря ЦК КПРС Костянтина Черненко, на найвищий пост в країні в 1985 році прийшов Михайло Горбачов. Його внутрішня політика і програми реформ — особливо гласність і перебудова — стали локомотивом подій, які в кінцевому підсумку призвели до краху СРСР в 1991.

## Документація
2013 року кілька документів з навчань Able Archer 83 були розсекречені з боку США і Великої Британії, і були проаналізовані журналістами і вченими, а також доступні в Інтернеті.
Ось короткий огляд найбільш важливих посилань:
- National Security Archives: Countdown to Declassification: Finding Answers to the Able Archer 83 Nuclear War Scare, Nate Jones, 4. November 2013 [Архівовано 17 червня 2014 у Wayback Machine.](англ.)
- National Security Archives: British Documents Confirm UK Alerted US to Danger of Able Archer 83, Nate Jones, 4. November 2013 [Архівовано 17 червня 2014 у Wayback Machine.](англ.)
- Nuclearinfo.org: Thirty years ago: the nuclear crisis which frightened Thatcher and Reagan into ending the Cold War, Peter Burt, 3. November 2013 [Архівовано 20 червня 2014 у Wayback Machine.](англ.)
- National Security Archives: The 1983 War Scare, 16. Mai 2013 [Архівовано 9 серпня 2014 у Wayback Machine.](англ.)

## Документальні фільми
- 1983: The Brink of Apocalypse — Channel 4 , 5 січня 2008(англ.)
- 1983 — Am atomaren Abgrund(нім.)